# Me, Myself and I
«Me, Myself and I» (en español: «yo, yo misma y yo») es el tercer sencillo del álbum Dangerously in Love de Beyoncé, lanzado durante el último cuarto del 2003.
Escrita por Beyoncé Knowles, Scott Storch y Robert Waller, "Me, Myself and I" es una canción Soul producida por Scott Storch y la misma Beyoncé Knowles.

## Información de la canción
La canción es notable por ser el primer sencillo de Beyoncé como artista en solitario, lanzado únicamente con influencias R&B. Fue también reconocido en el 2005 por la ASCAP Premios de Música Pop por recibir el premio "Cantauor del Año", compartido con Scott Storch y Robert Waller, y el premio "Mayor Rendimiento de Canciones".
En este himno de fortalecimiento femenino, Beyoncé llega al término de su relación con su infiel novio, y declara que en el mundo hay una sola persona en la que ella puede confiar, alguien que nunca la defraudará: ella misma. Ella continua cantado "Me, myself and I, that's all I got in the end..." (en español: "Mí, yo misma y yo, es todo lo que conseguí al final...").

## Video musical

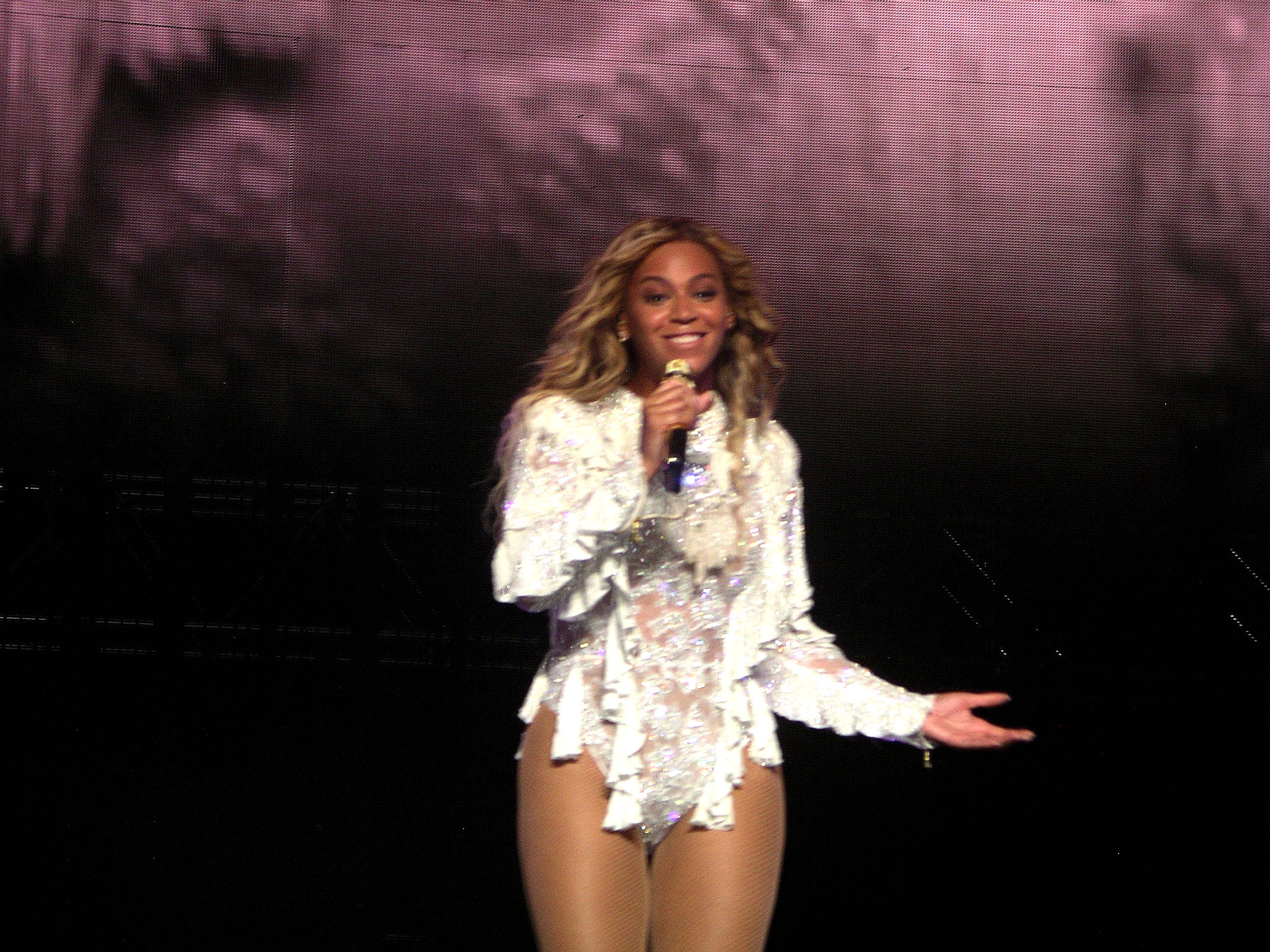
Beyonce interpretando “Me, Myself and I” durante el The Formation World Tour en 2016.

Después de sus dos primeros videos musicales con Jake Nava, Beyoncé decidió hacer un poco más lentas las cosas y consiguió a Johan Renck para dirigir el vídeo de "Me, Myself and I". El vídeo musical sigue el argumento de la canción muy estrechamente, y muestra a Beyoncé que termina con su infiel novio. De la secuela del asunto, Beyoncé se deshace de todas su antiguas pertenencias que le recuerden a su novio, y hasta corta su pelo para convertirse en una mujer soltera, pero fuerte y autosuficiente.
En los Access Granted de BET, escenas adicionales fueron insertadas, y resultaron ser cruciales para el vídeo. En ellas se mostraba a Beyoncé frente a varios fondos coloridos. Dichas escenas no fueron integradas al cortometraje oficial. El vídeo fue nominado en la categoría "Mejor Video R&B" en los MTV Video Music Awards del 2004, más perdió frente a "If I Ain't Got You" de Alicia Keys.

## Posicionamiento
"Me, Myself and I" alcanzó la posición #4 en el Billboard Hot 100 por cuatro semanas, transformándose en el cuarto sencillo de Beyoncé en el top diez de los Estados Unidos. También alcanzó la posición #11 en el Reino Unido.
| Lista (2003/2004)                          | Máxima Posición |
| ------------------------------------------ | --------------- |
| EE. UU. Billboard Hot 100                  | 4               |
| Billboard Hot R&B/Hip-Hop Songs de EE. UU. | 2               |
| Billboard Hot Adult R&B Airplay de EE. UU. | 3               |
| Billboard Hot Dance Club Play de EE. UU.   | 3               |
| Billboard Top 40 Tracks de EE. UU.         | 16              |
| Billboard Top 40 Mainstream de EE. UU.     | 18              |
| Billboard Rhythmic Top 40 de EE. UU.       | 8               |
| Argentina Singles Chart                    | 43              |
| Australia ARIA Singles Chart               | 11              |
| Austria Singles Chart                      | 51              |
| Bélgica 50 Singles                         | 49              |
| Brasil Hot 100                             | 65              |
| Canadá Singles Chart                       | 7               |
| Chilean Singles Chart                      | 21              |
| China Singles Chart                        | 14              |
| Costa Rica Top 40 Singles Chart            | 27              |

| Lista (2003/2004)                    | Máxima Posición |
| ------------------------------------ | --------------- |
| Dutch Top 40                         | 14              |
| European 200 Singles & Tracks        | 32              |
| French 100 Singles Chart             | 45              |
| German Singles Chart                 | 35              |
| Irish Singles Chart                  | 21              |
| Israelí Singles Chart                | 1               |
| Italian Singles Chart                | 25              |
| Tokio Hot 100                        | 33              |
| Mexican Singles Chart                | 48              |
| Nueva Zelanda RIANZ 50 Singles Chart | 18              |
| Poland Singles Chart                 | 8               |
| Spanish Singles Chart                | 1               |
| Sweden Singles Chart                 | 43              |
| Swiss Singles Chart                  | 41              |
| Taiwán Singles Chart                 | 7               |
| UK Singles Chart                     | 11              |

## Versiones oficiales
- «Me, Myself and I» [A cappella]
- «Me, Myself and I» [Instrumental]
- «Me, Myself and I» [Radio Edit]
- «Me, Myself and I» [Bama Boys Sexy Remix]
- «Me, Myself and I» [Bama Boys Throwback Remix]
- «Me, Myself and I» [Bama Boys Sexy Remix - Instrumental]
- «Me, Myself and I» [Eastern Daylight Mix By Punjabi MC & Raj Asia - Instrumental]
- «Me, Myself and I» [Eastern Daylight Mix By Punjabi MC & Raj Asia]
- «Me, Myself and I» [Grizzly Mix]
- «Me, Myself and I» [Grizzly Mix - Acapella]
- «Me, Myself and I» [Grizzly Mix - Instrumental]
- «Me, Myself and I» [Grizzly Mix - Sin Rap] (con Ghostface Killah)
- «Me, Myself and I» [J'TY Remix - Acapella] (con Grafh)
- «Me, Myself and I» [J'TY Remix - Instrumental]
- «Me, Myself and I» [J'TY Remix - Sin Rap]
- «Me, Myself and I» [J'TY Remix] (con Grafh)
- «Me, Myself and I» [Junior Vásquez Radio Edit]
- «Me, Myself and I» [Junior's Radio Mix]
- «Me, Myself and I» [Junior's Marathon Mix]
- «Me, Myself and I» [Junior's World Club Mix]
- «Me, Myself and I» [Tony Moran & Warren Rig Club Mix]
- «Me, Myself and I» [Warren Rigg Vocal Mix]
- «Me, Myself and I» [DJ Streetz/Street Mix]